# 다색성

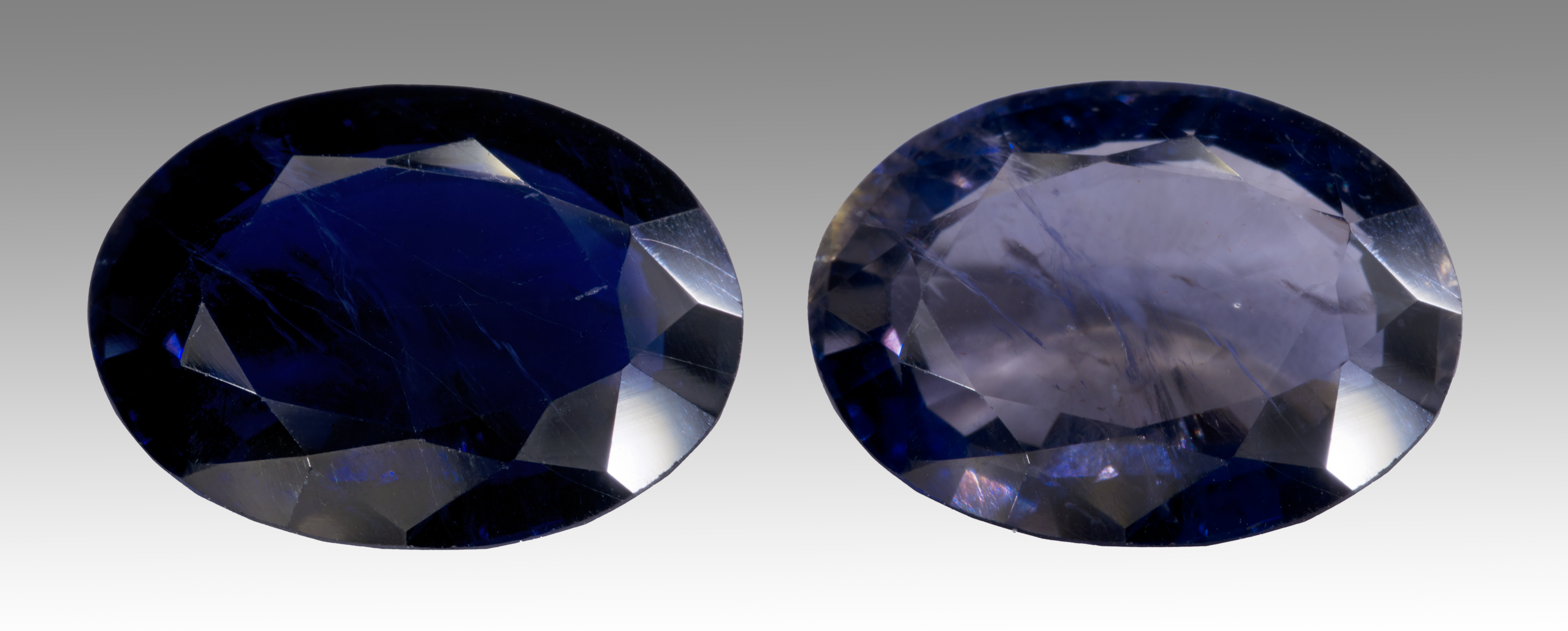
코디 어 라이트의 다색성

다색성(多色性)은 암석의 미세 쌀알 구조가 현미경으로 다른 각도에서 관측될 때, 다른 색으로 나타나는 현상이다. 빛깔이 있는 보석 또는 결정에 의한 복굴절 현상에 의해 유발 될 수 있다. 다른 편광의 빛이 결정에 의해 다르게 꺾이고 그리하여 빔이 다른 경로를 따른다.
약간의 돌들은 두 색을 보이고 양색성이라 불리며, 어떤 것은 삼색성을 보인다. 보석들은 매력을 강화하기 위해 다색성을 감추거나 활용하며, 광물의 확인을 위한 광물학에 극히 유용하다. 광물은 흡사하더라도 다색성은 크게 다를 수 있기 때문이다.

## 같이 보기
- 복굴절